# حسان بورقية
حسان بورقية (من مواليد 1956 في القصيبة، بني ملال) فنان تشكيلي وكاتب ومترجم مغربي.

## مسيرته
له العديد من المعارض الفردية والجماعية داخل وخارج المغرب، واقتنت أعماله صالات ومتاحف عالمية للفنون في الوطن العربي وأميركا وأوروبا. ومنذ 1996، بدأ يصمم أغلفة الروايات والدواوين والملصقات الثقافية لدى دار نشر أفريقيا الشرق، اتحاد كتاب المغرب، مطبوعات جمعية الأعمال الاجتماعية بوزارة الشؤون الإدارية، منشورات وزارة الثقافة وغيرها. وترأس بورقية مرسم المهرجان الدولي الثالث للفن والإبداع بالرباط سنة 1997. وفي سنة 2002 كان عضواً بلجنة التحكيم في البينالي العاشر للفن الإفريقي الآسيوي بداكّا ببنغلاديش. نال جائزة الأطلس الكبير عن ترجمة رواية عودة أبو الحكي سنة 2004، وحصل على الجائزة العالمية الثانية للفنون، إعمار دبي الدولي الإماراتية سنة 2005.

## فكره
يصنف بورقية فنه إلى أنه ينتمي من حيث المفهوم إلى فن لا يتبع نسقا معينا، وأن أجمل اللوحات هي التي تغامر، وينصح الفنانين في المغرب والوطن العربي أن يتركوا الطواف حول الإشكاليات الجمالية والفكرية التي يطوف حولها فناني أوروبا، فنحن – حسب تعبيره– لا نفتقر إلى المخيلة ولا لقوة الخيال.